# Kaszonyi-hegy - Dédai-erdő
Kaszonyi-hegy - Dédai-erdő este o arie protejată (arie specială de conservare — SAC, sit de importanță comunitară — SCI) din Ungaria întinsă pe o suprafață de 1.326,58 ha, integral pe uscat.

## Localizare
Centrul sitului Kaszonyi-hegy - Dédai-erdő este situat la coordonatele 48°13′57″N 22°28′53″E / 48.2325°N 22.481389°E.

## Înființare
Situl Kaszonyi-hegy - Dédai-erdő a fost declarat sit de importanță comunitară în mai 2004 pentru a proteja 2 specii de plante și 10 specii de animale. Situl a fost protejat și ca arie specială de conservare în februarie 2010.

## Biodiversitate
Situată în ecoregiunea panonică, aria protejată conține 8 habitate naturale: Pajiști aluvionare inundabile, de Cnidion dubii, Păduri mixte riverane de Quercus robur, Ulmus laevis și Ulmus minor, Fraxinus excelsior sau Fraxinus angustifolia, de-a lungul marilor râuri (Ulmenion minoris), Pajiști uscate seminaturale și facies de acoperire cu tufișuri pe substraturi calcaroase (Festuco-Brometalia) (* situri importante pentru orhidee), Păduri stepice euro-siberiene cu Quercus spp., Fânețe de joasă altitudine (Alopecurus pratensis, Sanguisorba officinalis), Pajiști stepice subpanonice, Păduri panonice cu Quercus petraea și Carpinus betulus, Păduri panonice-balcanice de stejar turcesc - stejar sesil.
La baza desemnării sitului se află mai multe specii protejate:
- plante (2): Cirsium brachycephalum, Eleocharis carniolica
- amfibieni (2): buhai de baltă cu burta roșie (Bombina bombina), triton cu creastă dobrogean (Triturus dobrogicus)
- nevertebrate (8): Carabus hampei, croitorul mare al stejarului (Cerambyx cerdo), fluturele de noapte (Eriogaster catax), Isophya stysi, rădașcă (Lucanus cervus), fluturele purpuriu (Lycaena dispar), Odontopodisma rubripes, Pholidoptera transsylvanica

Pe lângă speciile protejate, pe teritoriul sitului au mai fost identificate 7 specii de plante, 8 specii de nevertebrate, 3 specii de reptile.